# Una (Brasil)
Una es un municipio del estado de Bahía, en el Brasil. Su nombre significa, en lengua tupí, "negro", en una alusión a la coloración del río que baña la ciudad.
El municipio fue creado el 2 de agosto de 1890.

## Geografía
Su población estimada en 2008 era de 25 287 habitantes. Está situada a 70 kilómetros de Islotes y posee la Isla de Comandatuba, con hoteles de lujo y un aeropuerto.

### Medio Ambiente
La diversidad ambiental de Una permite la coexistencia de varias especies de animales, conteniendo inclusive, especies amenazadas de extinción. De entre esos ambientes están la Reserva Biológica de Una (Ecoparque de Una), constituida de mata atlántica y la Reserva Particular del Patrimonio Natural Araraúna (Lençóis Belgas).

### Playas
- Isla de Comandatuba
  - Playa de Comandatuba
- Playa de Itapororoca o Piedras
- Playa de la Independencia o Isla Morena
- Playa de Lençóis
- Isla del Deseo